# Marc Parrot Rufias
Marc Parrot (Barcelona, 14 de maig del 1967) és un compositor, productor i cantant català.

## Carrera
Marc Parrot va començar cantant en castellà amb el grup Regreso a las minas, amb qui va publicar un disc. Ben aviat, però, va començar la seva carrera en solitari, i va començar a editar discos, en castellà, per la Warner Music. Encara que va publicar-hi dos àlbums, la fama li va arribar primer al seu àlter ego, el personatge musical d'El Chaval de la Peca, un cantant recuperador d'èxits antics que participava en els programes d'Andreu Buenafuente. L'èxit del Chaval va fer que no veiés la llum el seu tercer àlbum en solitari (Cocinero), i no va tornar a publicar res fins al 2001.
El 2005 va decidir donar un nou rumb a la seva carrera i va començar a cantar professionalment en català. Mentider i Interferència van tenir un cert èxit, i es va centrar en actuacions i gires per Catalunya. Va col·laborar amb TV3 en diversos aspectes musicals i n'ha compost diverses sintonies. Durant la temporada 2008-2009 va ser l'encarregat del programa Casal Rock, i també ha compost la gran majoria de cançons del Club Super3, del qual va ser director de 2006 fins al juny 2021.
Marc Parrot, que ha estat productor de molts grups, té el seu propi estudi de gravació a Sant Quirze Safaja, anomenat Grabaciones Silvestres. El seu disc d'estudi 50 anys de la nova cançó és un treball en què fa un homenatge a la nova cançó catalana. Amb aquest va realitzar una gira per Catalunya i les Illes Balears durant la segona meitat de 2009 i el primer trimestre de 2010.

## Obres

### Amb el grupRegreso a las minas[6]
- Regreso a las minas (1990)

### En solitari[6]
- Sólo para locos (Warner Music, 1993)
- Sólo para niños (Warner Music, 1995)
- Cocinero (previst pel 1998, però no es va publicar)
- Rompecabezas (Warner Music, 2001)
- Dos maletas (PIAS, 2004)
- Mentider (Música Global, 2005)
- Interferència (Música Global, 2007)
- Avions (Música Global, 2009. CD i DVD, amb cançons en les dues llengües)
- 50 Anys de la Nova Cançó, 2009[7]
- Començar pel final, 2011[8]
- Sortir per la finestra, 2014
- Refugi, 2018
- Els fets i l'atzar, 2022

### Com a El Chaval de la Peca[6]
- Artista Internacional (Warner Music, 1999)
- Grandes éxitos (Warner Music, 1999)
- In person (Warner Music, 1999)

### Poesia
- Cançons impossibles (2020),[9] il·lustrat per Oihane Inchaustegui[10]